# Draba extensa
Draba extensa é uma espécie de angiospermas da família Brassicaceae.
Apenas pode ser encontrada no Equador.
Os seus habitats naturais são áreas rochosas.
Está ameaçada por perda de habitat.